# Täschhorn
Täschhorn är en bergstopp i Schweiz som är 4 491 m hög. Den är belägen i den västliga delen av Alperna som går under benämningen Walliser Alpen. I den gruppen, som bland annat omfattar topparna Monte Rosa och Matterhorn, finns inte mindre än 41 toppar som är mer än 4 000 m höga.
Berget liknar ungefär en pyramid i formen.
Den första bestigningen genomfördes 30 juli 1862 av Stefan och Johannes Zumtaugwald, J. Llewelyn Davies, J.W. Hayward samt Peter-Josef Summermatter.